# Утіва

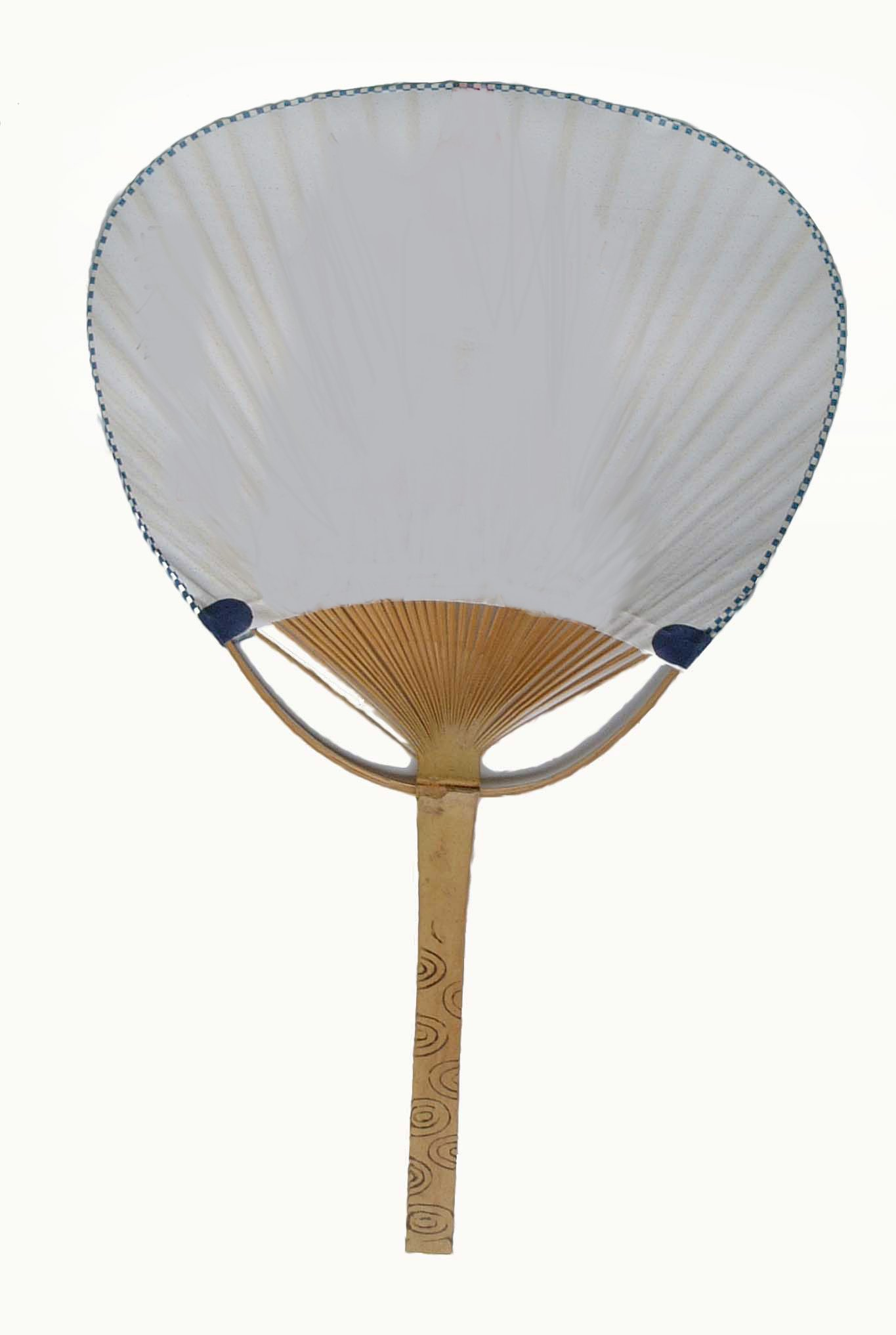
Утіва.

Утіва (яп. 団扇, うちわ) — різновид віяла в Японії. Основна частина віяла має круглу форму, обтягнуту шкірою або папером, прикріплену до довгого руків'я. Окрім цивільної утіва, існувала також бойова утіва — гумбай, гумпай або дансен утіва (яп. 軍配). Вона робилась з заліза, або дерева з залізними елементами і використовувалась військовими командирами для подачі сигналів військам, а також для захисту від сонця або стріл.